# Omi
Омар Самуэль Пэсли (англ. Omar Samuel Pasley; род. 3 сентября 1986), более известный под сценическим именем Оми (Omi) — ямайский певец, наиболее известный своей песней «Cheerleader» при участии немецкого диджея Феликса Йена. 16 октября 2015 года он выпустил свой дебютный студийный альбом Me 4 U.

## Карьера и жизнь
Омар Сэмуел Пэсли родился в Кларендоне, Ямайка, в 14 лет он переехал в США со своей тётей. В 18 лет он вернулся из Штатов в Ямайку после смерти своей тёти. Его первый сингл «Standing On All Threes» на него был выпущен клип. OMI выпустил свой первый хит «Cheerleader».

### 2014 — настоящее время
В 2014 году «Cheerleader» получил одобрение от Патрика Мокси, президента лейбла Ultra Music, когда он услышал эту песню то она ему понравилась, и он предложил сделать ремикс в качестве танцевальной музыки. В начале 2014 компания Ultra Music заказала создать два ремикса на песню у двух диджеев Рикки Блазе и Феликса Йена. Компания выбрала сингл «Cheerleader» от Йена. Ремикс на песню стал хитом в Швеции, после он стал платиновым 5 раз, позже песня попала и в другие европейские чарты таких стран, как Италия, Франция и Германия. Песня возглавляла британский чарт UK Singles Chart четыре недели подряд. В США песня вошла в Billboard Hot 100 в 2015 году и занимала первое место 12 недель. OMI получил известность по всему миру. 27 августа 2015 года он выпустил сингл «Hula Hoop». Он выпустил свой дебютный альбом Me 4 U 16 октября 2015. В альбом входят синглы «Cheerleader», «Hula Hoop», «Strit It», «Drop In the Ocean».

## Дискография

### Альбомы
Студийные альбомы
| Название | Релиз                                                                                                 | Позиции в чарте | Позиции в чарте | Позиции в чарте | Позиции в чарте | Позиции в чарте | Позиции в чарте | Позиции в чарте | Сертификаты     |
| Название | Релиз                                                                                                 | AUS             | CAN             | DEN             | FRA             | SWE             | SWI             | US              | Сертификаты     |
| -------- | --- | --------------- | --------------- | --------------- | --------------- | --------------- | --------------- | --------------- | --------------- |
| Me 4 U   | - Дата выхода: 16 октября 2015 - Формат: CD , цифровая загрузка - Лейб: Ultra Music , Columbia , Sony | 37              | 18              | 25              | 62              | 9               | 89              | 51              | - RIAA : Золото |

Remix альбомы
| Название            | Релиз                                                                                             |
| ------------------- | ------------------------------------------------------------------------------------------------- |
| Me 4 U: The Remixes | - Дата выхода: 4 марта 2016 - Формат: CD , цифровая загрузка - Лейб: Ultra Music, Columbia , Sony |

### Синглы
| Название                                                                              | Год  | Позиции в чарте | Позиции в чарте | Позиции в чарте | Позиции в чарте | Позиции в чарте | Позиции в чарте | Позиции в чарте | Позиции в чарте | Позиции в чарте | Позиции в чарте | Сертификаты | Альбом |
| Название                                                                              | Год  | AUS             | CAN             | DEN             | FRA             | GER             | NL              | SWE             | SWI             | UK              | US              | Сертификаты | Альбом |
| ------------------------------------------------------------------------------------- | ---- | --------------- | --------------- | --------------- | --------------- | --------------- | --------------- | --------------- | --------------- | --------------- | --------------- | --- | ------ |
| «Cheerkeader» (Felix Jeahn ремикс)                                                    | 2014 | 1               | 1               | 1               | 1               | 1               | 1               | 1               | 1               | 1               | 1               | - ARIA : 4 × Платиновый - MC : 6 × Платиновый - IFPI DEN : 2 × Платиновый - BVMI : 5 × Gold - GLF : 6 × Платиновый - BPI : 3 × Платиновый - RIAA: 3 × Платиновый - SNEP : Diamond | Me 4 U |
| «Hula Hoop»                                                                           | 2015 | 8               | 19              | 8               | 67              | 12              | 20              | 3               | 37              | 75              | 116             | - ВСС: Платина - МС: Платина - BVMI: Золото | Me 4 U |
| «Drop In the Ocean» (Featuring.AronChupa)                                             | 2016 | -               | -               | -               | -               | -               | -               | -               | -               | -               | -               | | Me 4 U |
| «-» обозначает выпуски, которые не диаграммы или не были выпущены на этой территории. |      |                 |                 |                 |                 |                 |                 |                 |                 |                 |                 | |        |

#### Синглы
| «I Founb a Girl» (The Wamps featuring. OMI)                                           | 2016 | 30 | 98 | 11 |  | Wake Up          |
| «Seasons» (Shaggy featuring. OMI)                                                     | 2017 | -  | -  | -  |  | Non-album single |
| «-» обозначает выпуски, которые не диаграммы или не были выпущены на этой территории. |      |    |    |    |  |                  |

## Награды
| Год  | Номинация                    | категория                 | Песня         | результат |
| ---- | ---------------------------- | ------------------------- | ------------- | --------- |
| 2015 | Teen Choice Awards           | Choice Summer Song        | «Cheerleader» | Номинация |
| 2015 | MOBO Awards                  | Best Reggae Act           | «Himself»     | Номинация |
| 2015 | MTV Video Music Awards       | Песня лета                | «Cheerleader» | Номинация |
| 2015 | NRJ Music Award              | Международная Песня Года  | «Cheerleader» | Номинация |
| 2015 | NRJ Music Award              | Международный прорыв года | «Himself»     | Номинация |
| 2016 | Billboard Latin Music Awards | Артист года               | «Himself»     | Номинация |
| 2016 | Radio Disney Music Awards    | Песня года                | «Cheerleader» | Номинация |
| 2016 | Radio Disney Music Awards    | Лучшая песня              | «Cheerleader» | Номинация |
| 2016 | Billboard Music Awards       | Популярный Исполнитель    | «Himself»     | Номинация |
| 2016 | Billboard Music Awards       | Самые продаваемые песни   | «Cheerleader» | Номинация |